# Pico de la Tallada
El Pico de la Tallada o Tuc de la Tallada es una montaña de los Pirineos de 2952 metros, situada en el límite de las comarcas del Valle de Arán (provincia de Lérida) y La Ribagorza (provincia de Huesca). 
En el Norte limita con el Valle de Mulleres, que es la cabecera del Río Noguera Ribagorzana. En el Sur limita con el Valle de Salenques, valle que está dentro de parque natural de Posets-Maladeta.

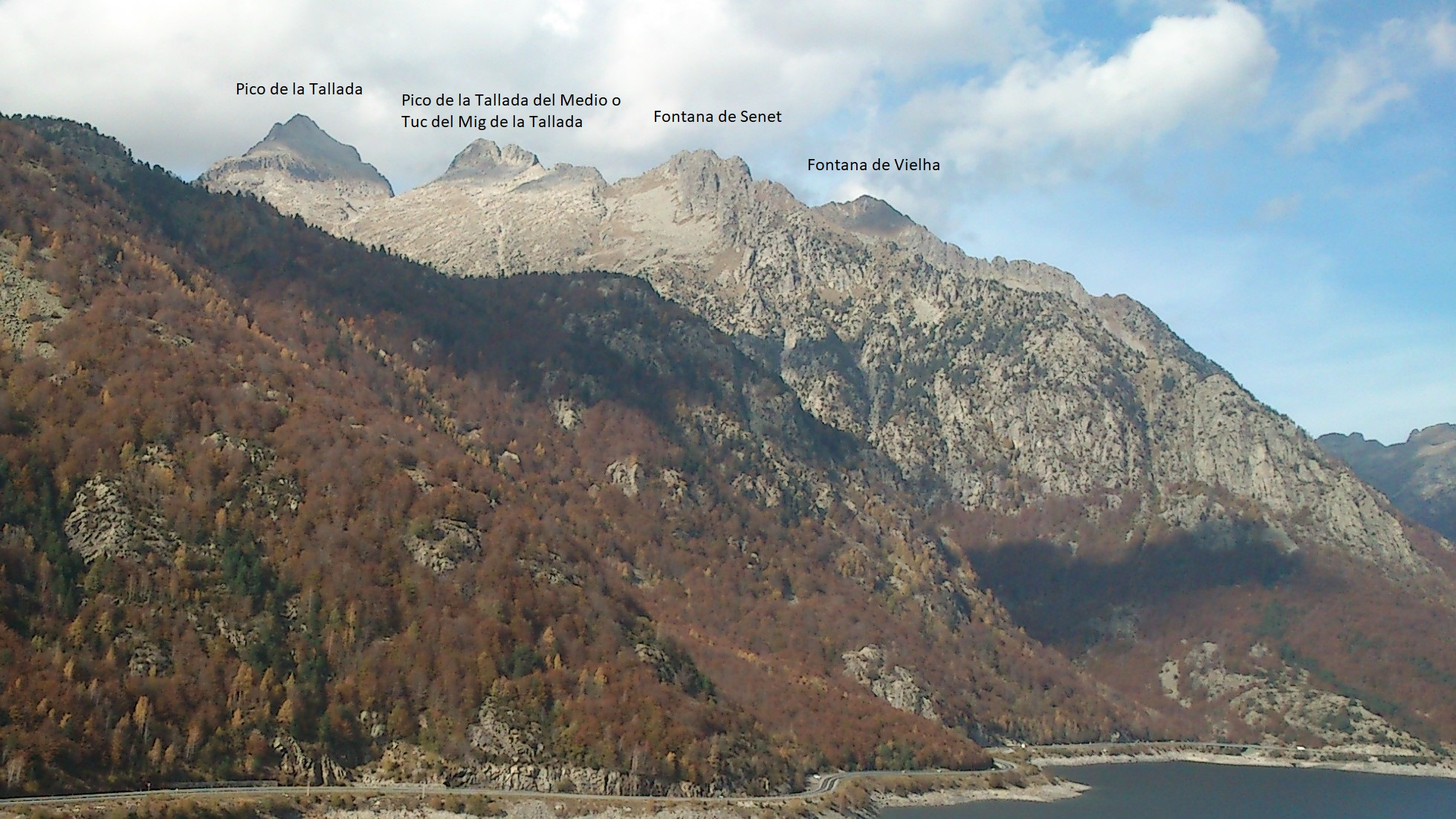
Vista de izquierda a derecha, Pico o Tuc de la Tallada, Pico de la Tallada del Medio o Tuc del Mig de la Tallada, Fontana de Senet y Fontana de Vielha